# In Extremo

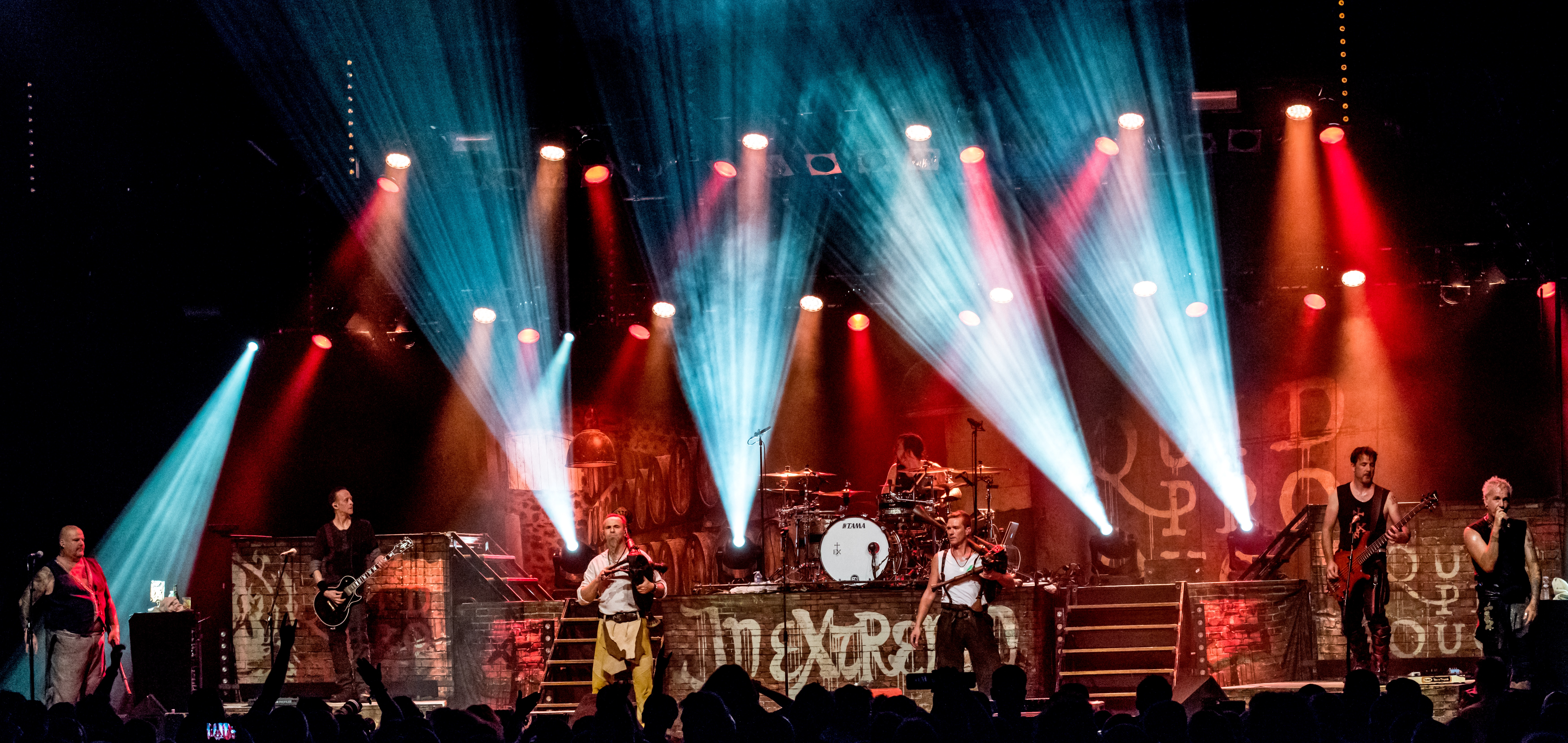
In Extremo, Zelt-Musik-Festival nel 2018 a Freiburg Friburgo in Brisgovia, Germania

Gli In Extremo sono un gruppo musicale folk metal tedesco, fondato nel 1995 e composto da sette membri. La loro musica è fortemente influenzata dalla musica medievale.

## Storia del gruppo

### Gli esordi
Gli In Extremo nascono inizialmente come due progetti distinti: una band anonima che suonava musica medievale pura e una rock band. In quel periodo sono conosciuti per la frequente presenza a manifestazioni e fiere medievali nelle quali suonano i loro pezzi in versione acustica. Durante le prove per la stagione 1995 Michael Rhein, alias Das Letzte Einhorn (“L’ultimo unicorno”) fonda gli In Extremo che in latino significa “alla fine” o “all’estremo”.
I membri fondatori della band medievale sono: “L’Ultimo Unicorno”, “Flex il flessibile”, Conny Fuchs (il cui posto, però, viene da “Dr. Pymonte” prima ancora della data ufficiale di fondazione a causa della sua gravidanza) e Sen Pusterbalg (sostituito poco dopo da “Yellow Pfeiffer”). La band include anche “Thomas der Münzer”, “Der Morgenstern” e “Die Lutter”.
I crescenti consensi, le pressioni dell’etichetta discografica dell'epoca, portano gli In Extremo già nel 1995 a tentare di unire le cornamuse e le chitarre elettriche, integrando strumenti moderni come batteria, basso e chitarra nei brani acustici.
Ad agosto del 1996 iniziano i lavori per il primo album, che contiene anche due tracce rock. Poiché l’album non possiede un nome ufficiale, viene denominato “In Extremo Gold” per il colore dorato della copertina. Nel Febbraio del ’97 viene insieme al singolo “Der Galgen” e autodistribuito nelle fiere medievali.
Gli In Extremo suonano separatamente come band medievale e band rock fino al 27 marzo 1997, data del primo concerto live, che essi stessi considerano come data di fondazione ufficiale del gruppo. Nel gennaio 1998 i due progetti vengono fusi ufficialmente e ad Aprile dello stesso anno assistiamo al primo concerto sotto il monicker di “In Extremo”.

### Weckt die Toten! e i primi consensi
Due mesi dopo, gli In Extremo pubblicano con l’etichetta indipendente Vielklang quello che può essere considerato il primo album del nuovo corso: “Weckt die Toten!”. L’album contiene canzoni tradizionali riarrangiate in chiave rock metal in diverse lingue medievali, ma soltanto un paio sono state scritte dalla band. Il disco viene accolto molto bene, così come il tour di supporto in Germania: La rivista Rock Hard definisce gli In Extremo una rivelazione.
Nella primavera del 1999 la band firma con la Mercury/Universal per la produzione del prossimo album: “Verehrt und angespien” raggiunge il numero 11 nelle classifiche tedesche. Il successivo tour di supporto vede gli In Extremo suonare in Germania e all’estero, ma purtroppo fa registrare anche l’abbandono del chitarrista Thomas Mund, a causa di una grave depressione, con conseguente ricovero in clinica. Il suo posto viene preso da Sebastian Oliver Lange, anche conosciuto come “Van Lange”.
Nel 2001 escono il singolo “Vollmond” e l’album “Sünder ohne Zügel”. Alla vigilia del tour promozionale in autunno, il bassista Lutter viene ricoverato per gravi problemi di salute: inizialmente i concerti vengono rinviati, ma poi viene trovato un sostituto fino a Dicembre dello scorso, quando Lutter riprende il suo posto. Gli In Extremo vengono nominati agli Echo Awards nella categoria “Nu Metal/Nazionale Alternative Rock”, poi vinta dai Rammstein. Dal tour vengono ricavati sia un CD che un DVD dal titolo “Live 2002”.
Nel 2003 gli In Extremo pubblicano “7”, il settimo album, che riscuote un grande successo, piazzandosi al terzo posto delle classifiche di vendita in Germania, Austria e Svizzera. I video dei singoli “Küss mich” e “Erdbeermund”  sono trasmessi in alta rotazione televisione, contribuendo all’ottimo risultato dell’album. Anche il successivo tour fa segnare grandi apprezzamenti per la band.
Nel 2005 esce “Mein Herz rasend”, anticipato dal singolo “Nur ihr allein”: il disco si piazza di nuovo terzo in Germania e raggiunge la top 100 di Billboard. Nel video del successivo singolo, ” Horizont” compare anche la figlia di Michael Robert Rhein, Jaella.
All’inizio del 2006 gli In Extremo suonano per la prima visita in Russia. Nel mese di Febbraio la band è invitata a partecipare al programma televisivo Total Germania, con il singolo “Liam”; con la stessa canzone partecipano al “Bundesvision Song Contest”, centrando il terzo posto. Anche questo album diventa un doppio album live e un DVD: “Raue Spree”, anche stavolta con grandi consensi di pubblico.
Gli In Extremo suonano al prestigioso festival Wacken Open Air e dopo il tour i primi due album “In Extremo Gold” e “Hameln” vengono ripubblicati in una nuova edizione rimasterizzata con i titoli “Die Goldene 2006” e “Hameln 2006”. Nello stesso anno esce anche la doppia raccolta “Kein Blick zurück”, con tutti i maggiori successi della band rimasterizzati, alcuni con un nuovo arrangiamento, e due inediti.
Nel 2008 gli In Extremo tornano con “Sängerkrieg”: il disco raggiunge il primo posto della classifica tedesca. In estate parte il nuovo tour dal titolo “Ius primae noctis”. Il 31 luglio di quell'anno, il concerto di Bonn viene trasmesso in diretta su internet. Il 17 ottobre esce il singolo “Neues Glück” e il 28 dello stesso mese è la volta di “Sängerkrieg Akustik Radio-Show, registrato il 16 ottobre, durante una trasmissione sull’emittente tedesca Radio Fritz. Nel mese di dicembre, gli In Extremo suonano al Palladium di Colonia e dalla registrazione del concerto viene realizzato il DVD “Am goldenen Rhein”.

### Anni 2010
Nel febbraio 2010, il batterista Reiner Morgenroth abbandona la band per divergenze musicali con gli altri membri: durante la prosecuzione del tour viene sostituito da Adrian Otto; successivamente Florian Speckardt, che in precedenza aveva suonato con i Letzte Instanz, diventa il nuovo batterista della band. Nello stesso anno gli In Extremo festeggiano i 15 anni di attività con un grande concerto nella città di Erfurt a cui partecipano band del calibro di Oomph!, Pothead, Green Fiddler e Korpiklaani, oltre ad alcuni membri fondatori degli In Extremo.
Nel 2011 la band pubblica “Sterneneisen” e anche questo album raggiunge il primo posto in Germania. Dal disco vengono estratti i fortunati singoli: “Zigeunerskat”, ” Siehst du das Licht ” e “Viva la vida”. Successivamente esce il disco “Sterneneisen Live” e il tour porta la band anche in Italia.
Nel 2013, dopo l’estate, esce il nuovo album “Kunstraub”, anticipato dal singolo “Feuertaufe”.
Nel 2014 la band intraprende un lungo tour per festeggiare i 20 anni di carriera e nel 2015 pubblica la raccolta “20 wahre Jahre 1995–2015”.
Nel 2016 esce il nuovo album “Quid pro Quo”, che si piazza al primo posto della classifica tedesca. Sei mesi dopo esce anche il disco live del nuovo tour.

## Strumenti
Oltre a chitarra, basso e batteria, gli In Extremo si caratterizzano per l'uso di strumenti non convenzionali per una rock band, principalmente di origine medievale: ghironda, cornamusa, ciaramella, Nyckelharpa, arpa, cetra, e tromba marina. Molti strumenti sono costruiti da loro stessi.

## Testi
Molti testi non sono scritti dal gruppo, ma vengono - come gli strumenti – dall'Europa del medioevo e la prima era moderna (VII-XIV secolo). I testi sono scritti in varie lingue: lingue nordiche antiche, francese antico, alto tedesco medio, latino, bretone, gaelico.
Altri testi sono del poeta francese François Villon (per esempio Rotes Haar o Erdbeermund nella libera versione tedesca di Paul Zech). Ma anche poemi di Johann Wolfgang von Goethe (Rattenfänger) e Ludwig Uhland (Des Sängers Fluch, la maledizione del cantore, che gli In Extremo hanno modificato in Spielmannsfluch, la maledizione del menestrello).
Altri ancora sono presi da manoscritti ecclesiastici (Merseburger Zaubersprüche, Wessobrunner Gebet), manoscritti benedettini (Raue See) o da testi di autori sconosciuti (Tannhuser, Poc Vecem). Un'altra importante fonte per i loro testi sono i Carmina Burana.

## Formazione
- Das letzte Einhorn (it.: "l'ultimo unicorno") - Michael Robert Rhein - voce, cetra, Tabla, Davul
- Dr. Pymonte - Andre Strugalla - cornamusa, arpa, ciaramella, salterio, tastiera
- Flex der Biegsame (it.: "Flex il flessibile") - Marco Ernst-Felix Zorzytzky - cornamusa, ciaramella, uilleann pipes, ghironda
- Yellow Pfeiffer (it.: "pifferaio giallo") - Boris Pfeiffer - cornamusa, ciaramella, Nyckelharpa
- Der Lange (it.: "il lungo") - Sebastian Lange - chitarra elettrica, cetra
- Specki T.D. - Florian Speckardt - batteria
- Die Lutter - Kay Lutter - basso elettrico, tromba marina

## Discografia

### Album in studio
- 1997 - In Extremo Gold
- 1998 - Hameln
- 1998 - Weckt die Toten!
- 1999 - Verehrt und Angespien
- 2001 - Sünder ohne Zügel
- 2003 - Sieben
- 2005 - Mein rasend Herz
- 2008 - Sængerkrieg
- 2011 - Sterneneisen
- 2013 - Kunstraub
- 2016 - Quid Pro Quo
- 2020 - Kompass zur Sonne

### Singoli
- 1996 - Ai vis lo lop (Cassetta)
- 1997 - In Extremo (Der Galgen)
- 1998 - Ai Vis Lo Lop Vocal-Remix
- 1999 - This Corrosion
- 1999 - Merseburger Zaubersprüche
- 2000 - Vollmond
- 2001 - Unter dem Meer
- 2001 - Wind
- 2003 - Küss mich
- 2003 - Erdbeermund
- 2005 - Nur ihr allein
- 2005 - Horizont
- 2006 - Liam (Versione Tedesca)
- 2008 - Frei zu sein

### Live
- 1998 - Die Verrückten sind in der Stadt
- 2002 - Live 2002
- 2006 - Raue Spree 2005
- 2009 - Am Goldenen Rhein 2009
- 2012 - Sterneneisen Live - Laut sind wir und nicht die Leisen 2012
- 2016 - Quid pro Quo Live

### Altro
- 2006 – Die Goldene 2006 (Acustico, Riedizione + 2 Inediti)
- 2006 – Hameln 2006 (Acustico, Riedizione + 2 Inediti)
- 2006 – Kein Blick zurück (Raccolta)
- 2015 – 20 wahre Jahre 1995–2015 (Raccolta)